# Mehmet Özal
Pour les articles homonymes, voir Özal.
Mehmet Özal est un lutteur turc spécialiste de la lutte gréco-romaine né le 31 octobre 1973 à Ankara.

## Biographie
Lors des Jeux olympiques d'été de 2004 se tenant à Athènes, il remporte la médaille de bronze en combattant dans la catégorie des -96 kg. Il remporte également le titre mondial lors des Championnats du monde de 2002 et la médaille de bronze lors des Championnats du monde de 2001. Lors des Championnats d'Europe de 2000, il remporte la médaille de bronze.